# Mintraching (Grüneck)
Mintraching (Grüneck) ist ein Gemeindeteil der Gemeinde Neufahrn bei Freising im Landkreis Freising. Er entstand aus den früher getrennten Orten Mintraching und Grüneck. 

## Geographie
Das Kirchdorf liegt in Bayern nahe München. Der Ort hat etwa 2.000 Einwohner (Januar 2024). Letztmals stellte die amtliche Statistik die Bevölkerungszahl anlässlich der Volkszählung am 25. Mai 1987 fest, als der Ort 1466 Einwohner in 311 Gebäuden mit Wohnraum und 512 Wohnungen hatte.

## Geschichte
Der Ort Mintraching wurde bereits 762–764 als Munirihhinga erwähnt. Es wurde noch in vorchristlicher Zeit von Bajuwaren besiedelt (die Endung -ing bedeutet, dass sich dort germanische Stämme dauerhaft niederließen).
Der Ort in seiner heutigen Form entstand, als die beiden früher getrennten Orte Mintraching und Grüneck zusammenwuchsen. Davon zeugen heute noch Ortsschilder mit unterschiedlichen Namen, je nachdem von welcher Richtung man in den Ort kommt. Geprägt wird das Ortsbild durch die Kirche Hl. Margarethe. Sie ist ein spätgotischer Bau, der im 18. Jahrhundert barockisiert wurde und eine Zwiebelhaube erhielt.
Das Dorf war bis in die Nachkriegszeit bäuerlich geprägt. Von der bäuerlichen Tradition macht heute der Mintrachinger Burschenverein Gebrauch, der unter anderem das Aufstellen des Maibaums organisiert.

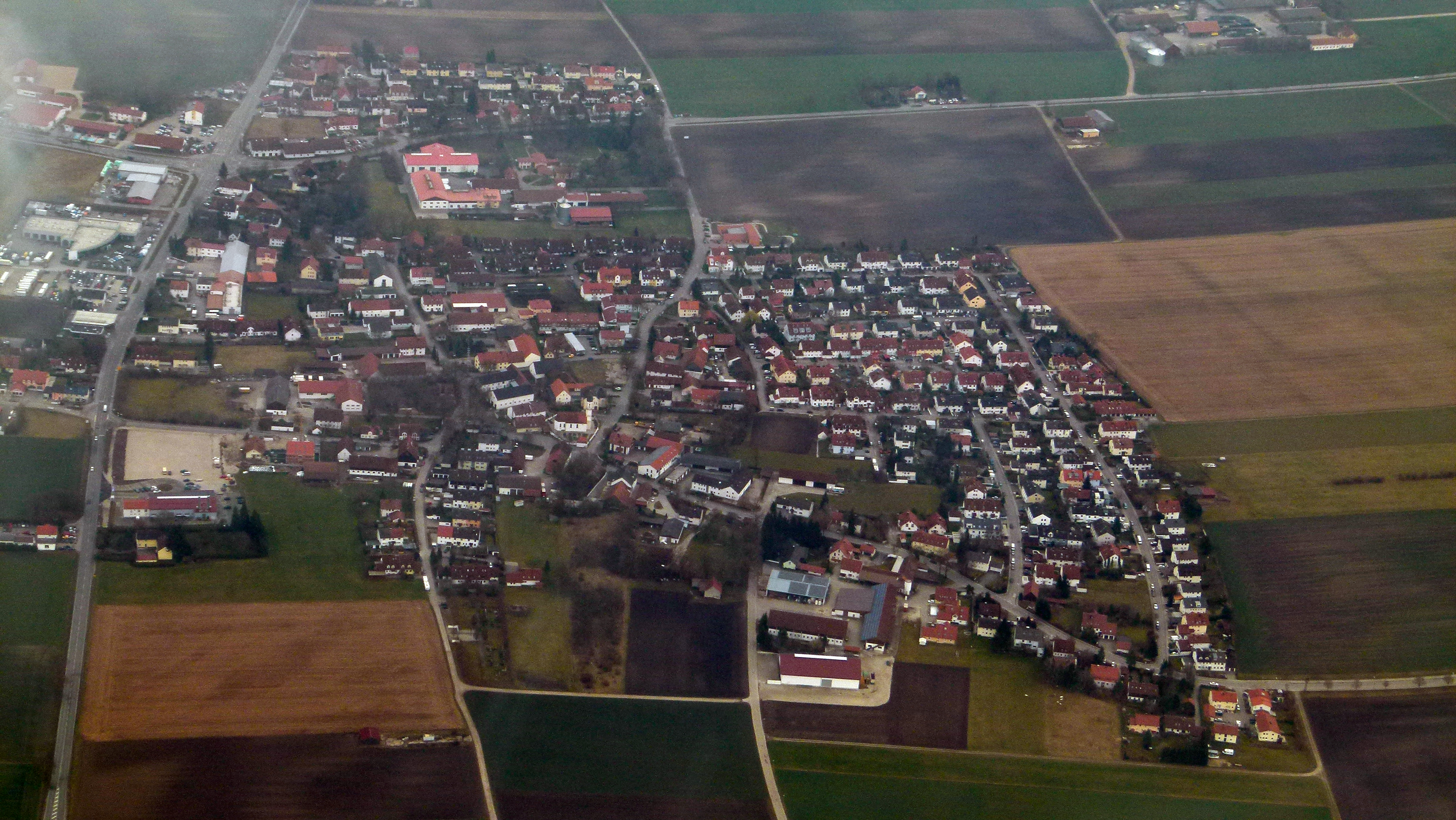
Luftbild von Mintraching
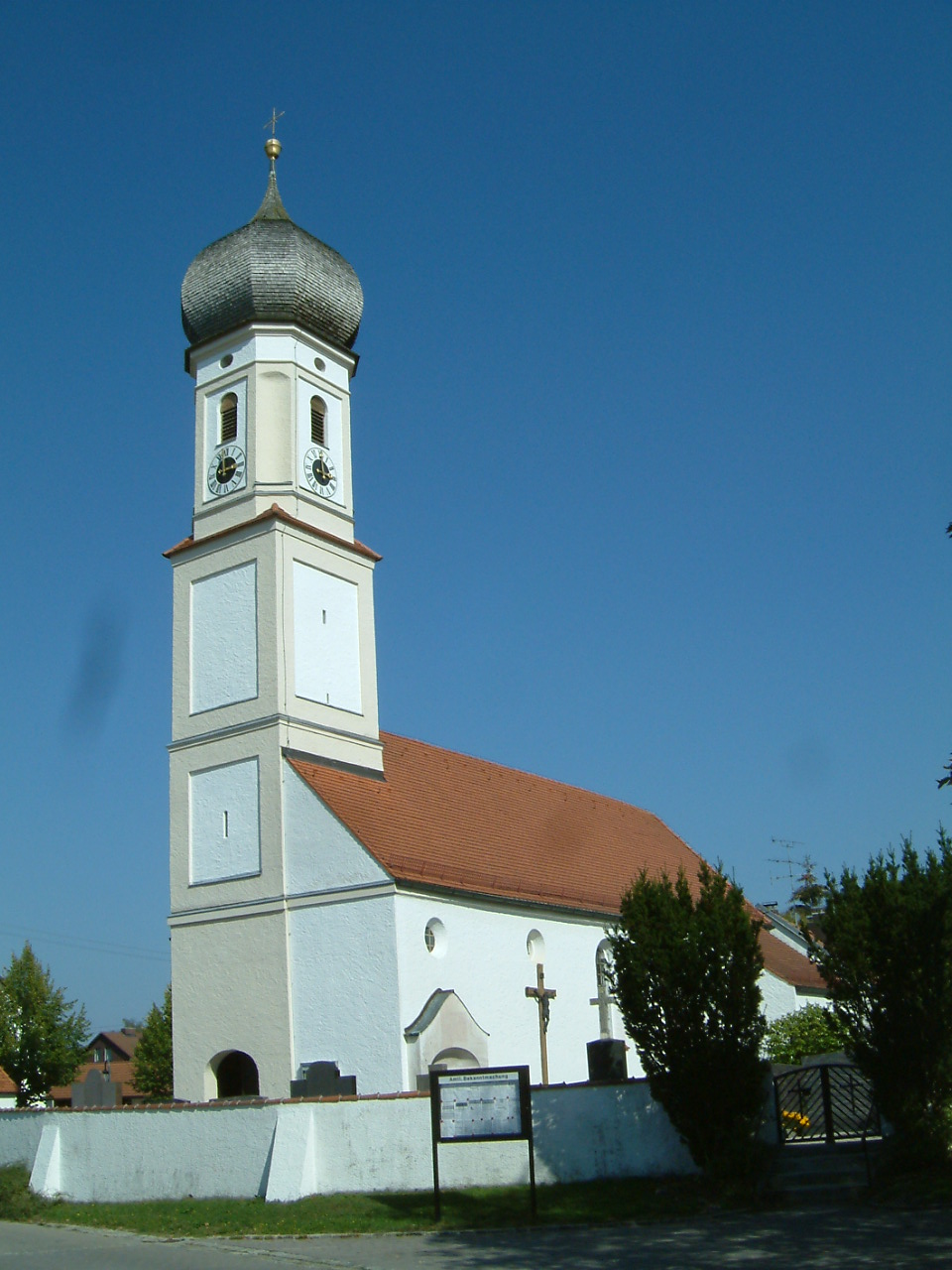
St. Margareth (Mintraching)

## Verkehr
Im Norden führt die A 92 am Ort vorbei, an der die Anschlussstelle Freising-Süd liegt. Im Ort kreuzen sich die Staatsstraße 2350 (ehemalige Bundesstraße 11) und die Staatsstraße 2053. 
Laut Medienberichten der Münchner Merkur, soll ein neuer Haltepunkt Mintraching an der Neufahrner Spange im Rahmen des geplanten Ausbaus der Bahnstrecke München–Regensburg weiter verfolgt werden. Im Moment fahren die Züge von Neufahrn (b. Freising) direkt zum Flughafen München ohne Zwischenhalte.
Von Neufahrn kommend fahren Regionalbusse nach Hallbergmoos und weiter nach Freising. Auf der Staatsstraße 2350 verkehrt die Expressbuslinie X660 von Freising nach Garching Forschungszentrum.